# 月刊イジューイン
『月刊イジューイン』（げっかんイジューイン）は、2004年10月から2005年3月までCS放送MONDO21で月に1回のペースで放送されていたバラエティ番組。

## 概要
伊集院光が考案した企画から若手芸人出演でパイロット版を制作し、地上波民間放送のゴールデンタイムで放送されているテレビ番組のプロデューサーに見てもらい、売り込んでいこうという番組。しかし、地上波テレビなどでは一切見せない「黒・伊集院」の企画は過激かつチープで、あまり地上波では取り上げられないような内容が多かった。
出演する若手芸人は伊集院が監督を務める草野球チーム「花王ヘルシアXファイルズ」と「ビッグ・アスホールズ」に所属する、伊集院と交流の深い若手芸人でもある（1日3200円という低価格で拘束できるからとの理由で）。

## 伊集院プロデューサーによる企画

### おなら溜め選手権
出演者の意気込み、そして、銭湯貸切により｢おなら｣がどれだけ溜められるかを対決。

#### 出演者
- 伊集院光
- 桐畑トール
- 浜口亮（サードメン）
- 田代32
- 河野和男（ヒットマン）
- 林田竜次（ヒットマン）
- ジョン・コリンズ（ブルーマウンテン）

### K(カチカチ)-1グランプリ
いかなる状況においても男性器が勃起状態になっていられるかを対決。この対決において、伊集院が考案した新システムにより通常番組では放送できない勃起状態を視覚的に表示した。

#### 出演者
- 伊集院光
- 桐畑トール
- 浜口亮（サードメン）
- 田代32
- 河野和男（ヒットマン）
- 林田竜次（ヒットマン）
- ジョン・コリンズ（ブルーマウンテン）
- 小泉明日香

### 緊急討論･21世紀のIT社会
本当の討論会に出るような先生と何も知らない若手芸人が討論会を行い、ちんぷんかんぷんな若手芸人を見るような企画。

#### 出演者
- 伊集院光
- 服部桂:朝日新聞社総合研究本部主任研究員
- 桐畑トール:持ってるパソコンはMSX-IIです
- 河野和男（ヒットマン）:えっ!PS2ってパソコンじゃないの?
- 田代32:コンピューターどころか電気止められてます
- 浜口亮（サードメン）:先週から顔文字が打てるようになりました
- 宮前るい

### 伊集院先生にバレないようにカンニングしよう!
若手芸人の体にカンニングした内容を書き、それを見て難しい問題を解く。

#### 出演者
- 伊集院光
- 桐畑トール
- 浜口亮（サードメン）
- 田代32
- 河野和男（ヒットマン）
- 宮前るい

### 勝手に映画予告製作委員会
勝手に映画の予告編を作る企画。

#### 出演者
- 田代32:リザレクション
- 河野和男（ヒットマン）:死霊の館 2005
- 浜口亮（サードメン）:スネークヘッドテラー
- 桐畑トール:援助交際撲滅運動 地獄変
- 伊集院光:タキアン

### 伊集院カントクによる映画撮影ダイジェスト
伊集院によるオリジナル映画「馬鹿女と馬鹿男と馬鹿と馬鹿と馬鹿」撮影のダイジェスト。ただし、予告編のみ。

#### キャスト
- 田代恒明:田代32
- 佐藤由美:海宝久美子
- 星野仙八:河野和男（ヒットマン）
- 牧瀬里穂雄:高橋卓也（サードメン）
- ジャポチンスキー野辺山:浜口亮（サードメン）
- 喫茶店のマスター:桐畑トール
- 謎の男:伊集院光

### 新メークドラマ・シナリオ通りに野球の試合を進めよう
伊集院が考案したシナリオの通りに野球の試合を進める。間違ったら携帯のメモリーを消される。

#### 出演者
- 伊集院光
- ジョン・コリンズ（ブルーマウンテン）:8番バッター
- 林田竜次（ヒットマン）:9番バッター
- 高橋卓也（サードメン）:1番バッター
- 田代32:2番バッター
- 桐畑トール:3番バッター
- 河野和男（ヒットマン）:4番バッター
- 葉里真央:マネージャー
- 関口大輔（クロスパンチ）:ピッチャー
- 森脇優雅（クールズ）:キャッチャー
- ヤス（ブルーマウンテン）:ファースト
- 秋吉洋典（ポテンヒット）:セカンド
- 園田伸吾（ポテンヒット）:ショート
- 龍勝:サード
- 高橋正志:レフト
- 小林孔人（伊集院光マネージャー）:センター
- 矢上由明（月刊イジューインナレーター）:ライト
- 坪井貴成（ハイエナ）:球審
- 浜口亮（サードメン）:一塁審
- 山崎成恒:二塁審
- 小林大輔（月刊イジューインスタッフ）:三塁審
- 櫻井義久（月刊イジューインプロデューサー）:一塁コーチ
- 大滝均（月刊イジューインプロデューサー）:三塁コーチ

### 伊集院考案・痩せられてしかも番組的に面白いよダイエットエクセサイズ
伊集院が一人でダイエットするのが苦しいから、若手芸人を巻き添えにし新たなエクセサイズを考案。

#### 出演者
- 伊集院光
- 田代32
- 桐畑トール
- 河野和男（ヒットマン）
- 林田竜次（ヒットマン）
- 高橋卓也（サードメン）
- 浜口亮（サードメン）
- 今井ひな

### さよなら!月刊イジューイン・若手芸人による｢笑う大捜査線｣
最終回ということで、若手芸人とみんなでパーティー!をするために、若手芸人はパーティー会場を探さなければいけない。

#### 出演者
- 伊集院光
- 桐畑トール
- 浜口亮（サードメン）
- 高橋卓也（サードメン）
- 田代32
- 河野和男（ヒットマン）
- 林田竜次（ヒットマン）
- 宮前るい
- 葉里真央
- 今井ひな